# Jacques Dixmier
Jacques Dixmier (Saint-Étienne, 24 maggio 1924) è un matematico francese, noto per i suoi lavori sulle algebre di operatori, e per aver introdotto la traccia di Dixmier. Ha scritto molti libri sull'argomento, per i quali ha ricevuto il Premio Steele nel 1992. È stato un membro del gruppo Nicolas Bourbaki.